# Семенные пузырьки
Семенны́е пузырьки́ (или семенные железы) — парный орган мужской половой системы.

## Характеристики
Располагаются по задней поверхности простаты по бокам от неё, сзади от мочевого пузыря, спереди от прямой кишки. Возможно прощупывание пальцем через переднюю стенку прямой кишки по бокам от базальных отделов простаты. К ним подходят семявыносящие протоки, которые после присоединения к семенным пузырькам переходят в эякуляторные протоки, которые в свою очередь проходят через простату и открываются устьями в просвет простатического отдела мочеиспускательного канала по бокам от семенного бугорка. Ткань семенного пузырька имеет ячеистую структуру.

## Функции
1. Секреция фруктозы, уровень которой является показателем андрогенной насыщенности.
Фруктоза служит источником энергии для поддержания жизнеспособности и подвижности сперматозоидов[1].
2. Участие в механизме семяизвержения — в момент семяизвержения содержимое семенных пузырьков и семявыносящих протоков по эякуляторным протокам поступает в мочеиспускательный канал, там смешивается с секретом простаты и выводится наружу.
3. При нереализованном половом возбуждении сперматозоиды попадают в семенные пузырьки, где могут поглощаться спермиофагами[1].

## Болезни семенных пузырьков
- Патология семенных пузырьков (как правило воспаление — везикулит) может приводить к ухудшению качества спермы и даже к бесплодию.